# NGC 7562A
NGC 7562A is een spiraalvormig sterrenstelsel in het sterrenbeeld Vissen. Het hemelobject werd op 25 oktober 1785 ontdekt door de Duits-Britse astronoom William Herschel.

## Synoniemen
- UGC 12467
- MCG 1-59-25
- PGC 70881
- PGC 70880